# Ingrischagraecia
Ingrischagraecia is een geslacht van rechtvleugeligen uit de familie sabelsprinkhanen (Tettigoniidae). De wetenschappelijke naam van dit geslacht is voor het eerst geldig gepubliceerd in 2012 door Rentz, Su & Ueshima.

## Soorten
Het geslacht Ingrischagraecia  is monotypisch en omvat slechts de volgende soort:
- Ingrischagraecia iterika (Rentz, Su & Ueshima, 2012)